# József von Platthy
József von Platthy (17 de diciembre de 1900-22 de diciembre de 1990) fue un jinete húngaro que compitió en la modalidad de salto ecuestre. Participó en los Juegos Olímpicos de Berlín 1936, obteniendo una medalla de bronce en la prueba individual.

## Palmarés internacional
| Juegos Olímpicos | Juegos Olímpicos  | Juegos Olímpicos  | Juegos Olímpicos |
| Año              | Lugar             | Medalla           | Categoría        |
| ---------------- | ----------------- | ----------------- | ---------------- |
| 1936             | Berlín (Alemania) | Medalla de bronce | Individual       |